# Attaque du 24 novembre 2020 à Lugano
Le 24 novembre 2020, vers 14 h, une femme suisse de 28 ans attaque au couteau deux clientes du Manor de Lugano, dans le canton du Tessin, en Suisse,.
La première victime est grièvement blessée au cou. La deuxième victime est légèrement blessée à la main et parvient à maîtriser l'assaillante avec l'aide d'autres clients du magasin. L'Office fédéral de la police soupçonne un motif islamiste derrière l'attaque. L'assaillante est déjà connue des autorités suisses pour ses liens avec le djihadisme et sa sympathie pour l'État islamique (EI). Selon la police, elle avait déjà tenté de se rendre en Syrie pour combattre pour l'organisation, mais avait été arrêtée par les forces de sécurité turques à la frontière syro-turque et renvoyée en Suisse.

## Procès
Le 29 août 2022, le procès en première instance de l'assaillante s'ouvre devant le tribunal pénal fédéral de Bellinzone. Elle ne montre aucun remords, déclarant : « Si je pouvais revenir en arrière, je le ferais mieux… avec des complices ». Le 1er septembre 2022, le ministère public de la Confédération requiert une peine de 14 ans de « réclusion » à son encontre, mais la procureure fédérale Elisabetta Tizzoni demande qu'elle soit « suspendue » afin que l'accusée suive un traitement médical dans un centre fermé tant que le risque de récidive demeure,. Le 19 septembre 2022, elle est condamnée à 9 ans de réclusion (suspendus au profit d'un traitement médical dans une institution fermée), 2 000 francs d'amende, 11 000 francs de frais d'avocat et 30 000 francs de dommages-intérêts pour la première victime, qui s'était constituée partie civile, et en réclamait 44 000,.  
Fin décembre 2022, la procureure fédérale Elisabetta Tizzoni fait appel du verdict. 
Lors de son second procès, l'assaillante exprime cette fois des remords, qualifiant son acte d'« erreur la plus grande de ma vie ». La procureure fédérale Elisabetta Tizzoni requiert à nouveau 14 ans de réclusion à son encontre. Le 24 août 2023, elle est finalement condamnée à 10 ans et 6 mois de prison. 